# Hyperkube
Inden for geometrien er en hyperkube en n-dimensionel udgave af et kvadrat (n = 2) og en terning (n = 3). Det er en lukket, kompakt, konveks figur, hvis skelet består af grupper af parallelle linjesegmenter, som flugter langs hver af rummets dimensioner, vinkelret til hinanden og er af samme længde. En enheds-hyperkubes længste diagonal i n dimensioner er lig {\displaystyle \scriptstyle {\sqrt {n}}}.

## Konstruktion
0 – Et punkt er en nul-dimensionel hyperkube.
1 – Flytter man dette punkt én enheds afstand, vil det danne et linjesegment, hvilket svarer til en én-dimensionel enheds-hyperkube.
2 – Flytter man dette linjesegment dets længde i en vinkelret afstand fra sig selv, vil det danne et to-dimensionelt kvadrat.
3 – Flytter man dette kvadrat én enheds afstand vinkelret fra det plan, det befinder sig på, vil det danne en 3-dimensionel terning..
4 – Flytter man denne terning én enheds afstand ind i den fjerde dimension, vil den danne en 4-dimensionel enheds-hyperkube (en tesserakt).
Dette kan gøres for et vilkårligt antal dimensioner.